# Leonardo da Vinci Medal
Die Leonardo da Vinci Medal (Leonardo-da-Vinci-Medaille) ist die höchste Auszeichnung der Society for the History of Technology (SHOT). Ausgezeichnet werden in der Regel jährlich Personen, die durch Forschung, Lehre, Publikation oder andere Aktivitäten herausragend zur Technikgeschichte beigetragen haben. Der Preis besteht aus einer Urkunde und einer Medaille.

## Preisträger
- 1962 Robert James Forbes
- 1963 Abbott Payson Usher
- 1964 Lynn T. White, Jr.
- 1965 Maurice Daumas
- 1966 Cyril Stanley Smith
- 1967 Melvin Kranzberg
- 1968 Joseph Needham
- 1969 Lewis Mumford
- 1970 Bertrand Gille
- 1971 A. G. Drachmann
- 1972 Ladislao Reti
- 1973 Carl Condit
- 1974 Bern Dibner
- 1975 Friedrich Klemm
- 1976 Derek J. deSolla Price
- 1977 Eugene S. Ferguson
- 1978 Torsten Althin
- 1979 John U. Nef
- 1980 John B. Rae
- 1981 Donald S. L. Cardwell
- 1982 nicht vergeben
- 1983 Louis C. Hunter
- 1984 Brooke Hindle
- 1985 Thomas P. Hughes
- 1986 Hugh G. J. Aitken
- 1987 Robert P. Multhauf
- 1988 Sidney M. Edelstein
- 1989 R. Angus Buchanan
- 1990 Edwin Layton, Jr.
- 1991 Carroll W. Pursell
- 1992 Otto Mayr
- 1993 W. David Lewis
- 1994 Merritt Roe Smith
- 1995 Bruce Sinclair
- 1996 Nathan Rosenberg
- 1997 Ruth Schwartz Cowan
- 1998 Walter G. Vincenti
- 1999 nicht vergeben
- 2000 Silvio A. Bedini
- 2001 Robert C. Post
- 2002 Leo Marx
- 2003 Bart Hacker
- 2004 David Landes
- 2005 David E. Nye
- 2006 Eric H. Robinson
- 2007 David A. Hounshell
- 2008 Joel Tarr
- 2009 Susan J. Douglas
- 2010 Svante Lindqvist
- 2011 John M. Staudenmaier
- 2012 Wiebe Bijker
- 2013 Rosalind Williams
- 2014 Pamela O. Long
- 2015 Johan Schot
- 2016 Ronald R. Kline
- 2017 Arnold Pacey
- 2018 Joy Parr
- 2019 Francesca Bray
- 2020 Maria Paula Diogo
- 2021 Suzanne Moon
- 2022 Donald MacKenzie
- 2023 Alex Roland
- 2024 Stuart W. Leslie